# Лямбда-точка

Залежність питомої теплоємнсті гелію від температури.

Ля́мбда-то́чка — критична температура фазового переходу між гелієм у стані нормальної рідини (He I) до гелію в надплинному стані (He II). За тиску 1 атмосфера цей перехід відбувається приблизно при 2,17 К. Свою назву лямбда-точка отримала завдяки характерній залежності питомої теплоємності від температури, що нагадує грецьку літеру лямбда. 
При наближенні до критичної точки питома теплоємність прямує до нескінченності. Цей ріст настільки різкий, що вимірювання критичних індексів вимагає умов невагомості, за яких рідину можна вважати однорідною в достатньо великому об'ємі. Наприклад, вимірювання питомої теплоємності  за  2 нK нижче лямбда-точки проводилося в 1992 році в американському косміному човнику. 

Температура лямбда-переходу залежить від тиску. Найнижчий тиск, при якому  He-I та He-II співіснують є потрійною точкою пара−He-I−He-II при 2,1768 та  5,048 кПа. В цих умовах газ гелію перебуває в термодинамічній рівновазі з поверхнею рідини в герметричному контейнері. Найвищий тиск, при якому He-I та He-II співіснують, відповідає потрійній точці між твердим гелієм в ОЦК структурі, He-I та He-II. Її параметри:   1,762 К та 29,725 атмосфер. 

## Виноски
1. ↑  Lipa, J.A.; Swanson, D. R.; Nissen, J. A.; Chui, T. C. P.; Israelsson, U. E. (1996). Heat Capacity and Thermal Relaxation of Bulk Helium very near the Lambda Point. Physical Review Letters. 76 (6): 944—7. Bibcode:1996PhRvL..76..944L. doi:10.1103/PhysRevLett.76.944. PMID 10061591.
2. ↑  Donnelly, Russell J.; Barenghi, Carlo F. (1998). The Observed Properties of Liquid Helium at the Saturated Vapor Pressure. Journal of Physical and Chemical Reference Data. 27 (6): 1217—1274. Bibcode:1998JPCRD..27.1217D. doi:10.1063/1.556028.
3. ↑  Hoffer, J. K.; Gardner, W. R.; Waterfield, C. G.; Phillips, N. E. (April 1976). Thermodynamic properties of 4He. II. The bcc phase and the P-T and VT phase diagrams below 2 K. Journal of Low Temperature Physics. 23 (1): 63—102. Bibcode:1976JLTP...23...63H. doi:10.1007/BF00117245.

## Зовнішні посилання
- Що таке надплинність?